# Československá basketbalová liga 1946-1947
La Československá basketbalová liga 1946-1947 è stata la 18ª edizione del massimo campionato cecoslovacco di pallacanestro maschile. La vittoria finale è stata ad appannaggio del Sokol Brno I.

## Risultati

### Stagione regolare

#### Campionato ceco
|     | Squadra          | G  | V  | N  | P | PF  | PS   | Pt. | Qualificazione |
| --- | ---------------- | -- | -- | -- | - | --- | ---- | --- | -------------- |
| 1.  | Uncas Praga      | 22 | 17 | 4  | 1 | 999 | 802  | 35  | seconda fase   |
| 2.  | Sokol Brno I     | 22 | 16 | 5  | 1 | 815 | 638  | 33  | seconda fase   |
| 3.  | Sokol Žabovřesky | 22 | 13 | 9  | 0 | 709 | 667  | 26  |                |
| 4.  | Viktoria Žižkov  | 22 | 12 | 10 | 0 | 845 | 774  | 24  |                |
| 5.  | Sparta           | 22 | 11 | 10 | 1 | 857 | 813  | 23  |                |
| 6.  | Slavia Praga     | 22 | 11 | 10 | 1 | 833 | 806  | 23  |                |
| 7.  | Sokol Kolín      | 22 | 11 | 11 | 0 | 796 | 785  | 22  |                |
| 8.  | Židenice         | 22 | 10 | 11 | 1 | 758 | 753  | 21  |                |
| 9.  | Phillips Praga   | 22 | 9  | 11 | 2 | 708 | 863  | 20  |                |
| 10. | Sokol Židenice   | 22 | 8  | 11 | 3 | 652 | 717  | 19  |                |
| 11. | LTC Praga        | 22 | 5  | 17 | 0 | 748 | 1068 | 10  | retrocesse     |
| 12. | Sokol Pražský    | 22 | 4  | 18 | 0 | 768 | 960  | 8   | retrocesse     |

### Seconda fase
|    | Squadra       | G | V | P | PF | PS | Pt. | Qualificazione |
| -- | ------------- | - | - | - | -- | -- | --- | -------------- |
| 1. | Sokol Brno I  | 3 | 3 | 0 |    |    | 6   |                |
| 2. | Uncas Praga   | 3 | 2 | 1 |    |    | 4   |                |
| 3. | VŠ Bratislava | 3 | 1 | 2 |    |    | 2   |                |
| 4. | ŠK Bratislava | 3 | 0 | 3 |    |    | 0   |                |

| Československá basketbalová liga 1946-1947 |
| ------------------------------------------ |
| Sokol Brno I 2º titolo                     |

## Formazione vincitrice
| N° | Naz.                      | Ruolo | Sportivo         |  | Alt. |  |
| -- | ------------------------- | ----- | ---------------- |  | ---- |  |
|    | Cecoslovacchia (bandiera) |       | Ivan Mrázek      |  | 171  |  |
|    | Cecoslovacchia (bandiera) |       | Jan Kozák        |  |      |  |
|    | Cecoslovacchia (bandiera) |       | Miroslav Dostál  |  |      |  |
|    | Cecoslovacchia (bandiera) |       | Ladislav Šimáček |  |      |  |
|    | Cecoslovacchia (bandiera) |       | Luboš Kolář      |  |      |  |
|    | Cecoslovacchia (bandiera) |       | Milan Fráňa      |  |      |  |
|    | Cecoslovacchia (bandiera) |       | Říčný            |  |      |  |
|    | Cecoslovacchia (bandiera) |       | L. Polcar        |  |      |  |
|    | Cecoslovacchia (bandiera) |       | Helan            |  |      |  |
|    | Cecoslovacchia (bandiera) | All.  | L. Polcar        |  |      |  |

## Fonti
- Ing. Pavel Šimák: Historie československého basketbalu v číslech (1932-1985), Basketbalový svaz ÚV ČSTV, květen 1985, 174 stran
- Ing. Pavel Šimák: Historie československého basketbalu v číslech, II. část (1985-1992), Česká a slovenská basketbalová federace, březen 1993, 130 stran
- Juraj Gacík: Kronika československého a slovenského basketbalu (1919-1993), (1993-2000), vydáno 2000, 1. vyd, slovensky, BADEM, Žilina, 943 stran
- Jakub Bažant, Jiří Závozda: Nebáli se své odvahy, Československý basketbal v příbězích a faktech, 1. díl (1897-1993), 2014, Olympia, 464 stran